# Charles Ralph Boxer
Charles Ralph Boxer (Sandown, Isle of Wight, 8 maart 1904  - St Albans, 27 april 2000) was een Brits historicus.

## Jeugdjaren
Charles Ralph Boxer werd in 1904 op het Isle of Wight in een militaire familie geboren. Een aantal van zijn voorvaderen schopte het tot admiraal of generaal. Hij ging eerst naar Wellington College, daarna naar Sandhurst. Al vroeg ontwikkelde hij een grote belangstelling voor de Japanse taal en cultuur.  

## Militaire carrière
Vanwege slechte ogen werd hij afgewezen voor de marine. In 1924 slaagde hij er echter wel in toegelaten te worden tot het Lincolnshire Regiment. Hij diende eerst enige jaren in Noord-Ierland. In de jaren 1930-1933 werd hij als Brits liaison-officier bij het 38e infanterieregiment van het Japanse leger in de Nara-prefectuur geaccrediteerd. In deze periode studeerde hij Japans, beoefende hij kendo en ontwikkelde hij een blijvende interesse in de Japanse cultuur. Ook leerde hij Duits, Nederlands, Portugees en Frans. 
Na deze fase werkte hij vanaf 1936 vanuit Hongkong voor de Britse inlichtingendienst. In die hoedanigheid maakte hij verschillende reizen door China dat toen ernstig te lijden had van zowel interne geschillen als na 1937 ook van de Chinees-Japanse oorlog. Hij waarschuwde in die dagen meerdere malen voor de grote kracht van het Japanse leger. Tijdens de Japanse aanval op Hongkong in 1941 raakte hij door gevechtshandelingen ernstig gewond. Zijn linkerhand zou hij de rest van zijn leven nooit meer goed kunnen gebruiken. Van 1941 tot 1945 bevond hij zich in Japanse krijgsgevangenschap. De Japanners namen zijn boekenverzameling met nadruk op de Nederlandse en Portugese maritieme en koloniale geschiedenis in beslag. Zij brachten deze bibliotheek over naar de Keizerlijke bibliotheek in Tokio. Hoewel hij niet goed werd behandeld, koesterde hij naar de oorlog geen wrok tegen de Japanners. Hij slaagde er na de oorlog toen hij als lid van de Britse Far East Commission in 1946-47 terugkeerde naar Japan, zijn bibliotheek van de Japanners terug te krijgen. Nog tijdens zijn militaire carrière (tot 1947) publiceerde Charles Boxer 86 artikelen over de geschiedenis van het Verre Oosten, waarbij de nadruk op de 16e en 17e eeuw lag. 
Na eerder getrouwd te zijn geweest met Ursula Norah Anstice Tulloch, trad hij in 1945 na een publieke romance in de echt met de toen bekende Amerikaanse Emily Hahn (gestorven 1997). Samen met zijn tweede vrouw had hij twee dochters.

## Werk
Zijn specialiteit was de Nederlandse en Portugese maritieme en koloniale geschiedenis.

## Selectieve bibliografie
- (en)  Jan Compagnie in Japan, 1660-1817 (1936)
- (en)  The Topasses of Timor. Amsterdam: Koninklijke Vereeniging Indisch Instituut, 1947 [Mededeling No. LXXIII]
- (en)  Fidalgos in the Far East, 1550-1770. Fact and Fancy in the History of Macao (1948)
- (en)  The Mandarin at Chinsura; Isaac Titsingh in Bengal, 1785-1792. Amsterdam: Koninklijke Vereeniging Indisch Instituut, 1949 [Mededeling No. LXXXIV]
- (en)  The Christian Century in Japan (1951)
- (en)  Salvador de Sá and the Struggle for Brazil and Angola, 1602-1686 (1952)
- (en)  South China in the Sixteenth century (1953)
- (en)  The Dutch in Brazil (1957; Ned. vert. De Nederlanders in Brazilië, 1624-1654, 1977; 2e druk: 1993)
- (en)  The Great Ship from Amacon (1959)
- (en)  The Tragic History of the Sea (1959)
- (en)  The Golden Age of Brazil, 1695-1750 (1962)
- (en)  The Dutch Seaborne Empire (1965; Ned. vert. Zeevarend Nederland en zijn wereldrijk, 1600-1800, 1967; 4e druk: 2002)
- (en)  The Portuguese Seaborne Empire (1969)
- (en)  The Anglo-Dutch Wars of the 17th Century (1974; Ned. vert. De Ruyter en de Engelse oorlogen in de Gouden Eeuw, 1976)
- (en)  Jan Compagnie in war and peace, 1602-1799. A short history of the Dutch East India Company (1979; oorspronkelijk in het Nederlands verschenen: Jan Compagnie in oorlog en vrede: beknopte geschiedenis van de VOC, 1977)
- (en)  Dutch merchants and mariners in Asia, 1602-1795 (1988)